# Exercice Tarang Shakti

L'Exercice Tarang Shakti est une grande manœuvre aérienne multilatérale qui se déroule depuis la base aérienne de Sulur.

## Développement
C'est le plus grand exercice aérien en Inde.
- Force aérienne indienne
- Marine indienne avec des Mig-29.
- Luftwaffe avec 5 Eurofighter Typhoon
- Royal Air Force avec 6 Typhoon.
- Armée de l'air et de l'espace.
- Armée de l'air et de l'espace : 3 Dassault Rafale , un Airbus A330 MRTT, un Airbus A400M Atlas, ce déploiement était inclus dans PEGASE 24.

A cette occasion les chefs d'état-majors général Stéphane Mille, Ingo Gerhartz volèrent sur Tejas Mk-1 alors que Vivek Ram Chaudhari et Francisco Braco Carbo volèrent sur Su-30.

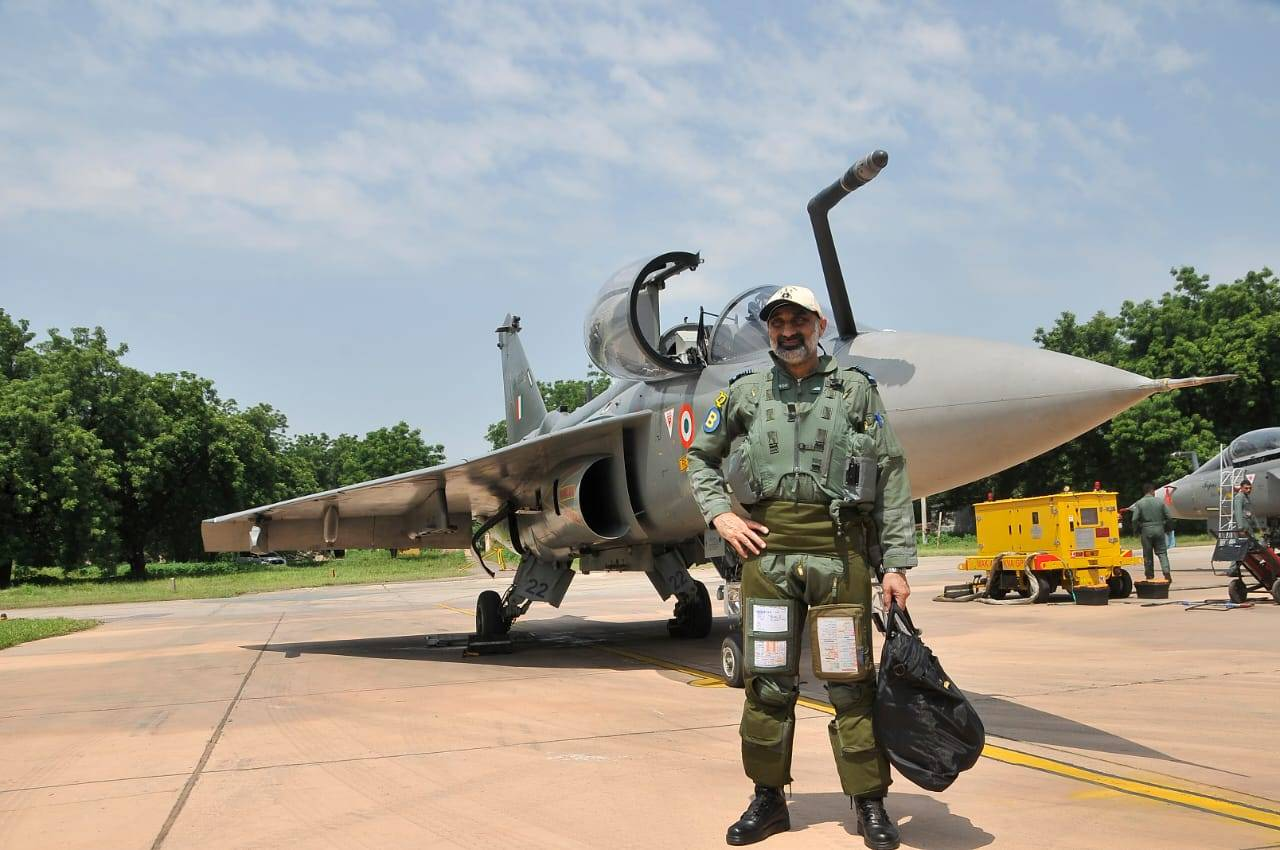
Le maréchal de l'air AP Singh devant un HAL Tejas lors de l'exercice.
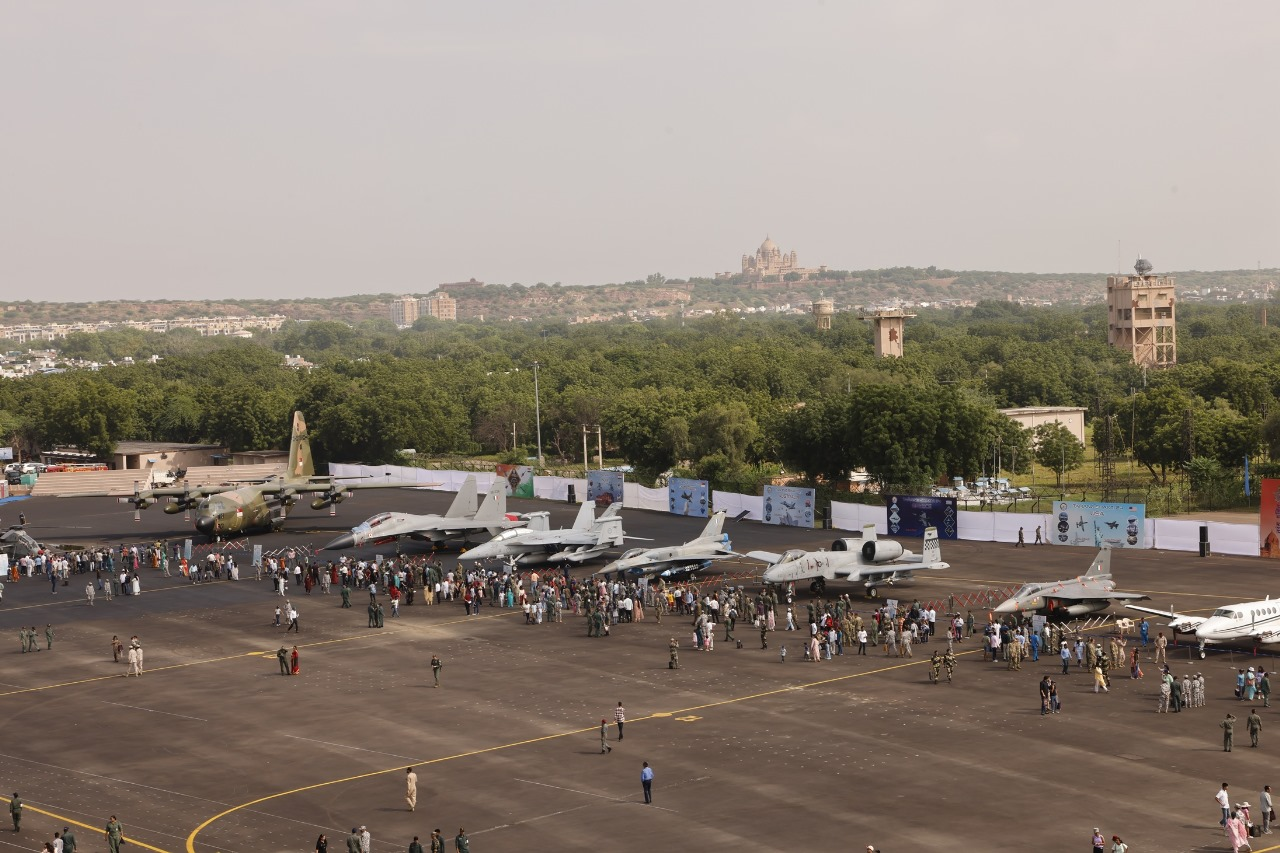
Le 7 septembre, la phase II à Jodhpur.